# Чернильное сердце (фильм)
«Чернильное сердце» (англ. Inkheart) — кинофильм, снятый по мотивам одноимённого романа немецкой писательницы Корнелии Функе. Премьера фильма состоялась 11 декабря 2008 года. В России фильм вышел 19 марта 2009 года. Картина получила разные отзывы критиков и заработала 62 450 361 долларов. 13 апреля 2009 года фильм был выпущен в Великобритании на DVD и Blu-ray. В течение недели распродалась DVD на сумму 8,3 млн долларов. Для Nintendo DS, 12 января 2009 года, была выпущена основанная на фильме видеоигра.

## Сюжет
Переплётчик и реставратор Мортимер «Мо» Фолхарт и его 12-летняя дочь Мэгги обожают книги. Но кроме этой общей страсти, они обладают и удивительным даром — оживлять героев со страниц прочтённых ими вслух книг. Но не всё так просто, ведь когда герой из книги оживает, его место на книжных страницах должен занять настоящий человек.
Отец и дочь посещают лавку букиниста, где находят книгу «Чернильное сердце». У выхода они сталкиваются с человеком по прозвищу Пыльнорук и его ручной фреткой Гвен. Оказывается, что 9 лет назад Мо, читая «Чернильное сердце», вызвал Пыльнорука из книги в мир людей. Вместо них в книгу попала мать Мэгги — Тереза (Реза), и её необходимо спасти. Вместе с Пыльноруком страницы книги покинули злодей Козерог и его сообщник Басту. С тех пор Мо не прибегает к своему опасному дару, который он не контролирует.
Мо и его дочь навещают тётю Мэгги Элинор. Их захватывает в плен Козерог, который обрёл могущество в мире людей и построил замок. Он завладел книгой, и теперь Мо нужно найти другую копию книги. Козерог заставляет Мо использовать способность для его пользы и вызывает некоторых вымышленных героев. Прежний чтец, который был у Козерога, совсем плохо справлялся с волшебной способностью. Замок Козерога наполнен вызванными из книг героями: Тикающим Крокодилом, Рапунцель, Минотавром и другими. Мо вызывает из сказок «Тысячи и одной ночи» разбойника Фарида вместе с частью богатств Али-Бабы, а затем — ураган из «Волшебника из страны Оз», благодаря которому вся группа спасается из плена.
Элинор в поисках книги выходит на автора «Чернильного сердца» Фенолио, у которого есть экземпляр книги. Пыльнорук в ужасе узнаёт, что в конце книги он умрёт. Однако он рассказывает Мо, что Козерог удерживает в замке Резу Фолхарт. Она сидит в клетке и потеряла голос. Мо и Пыльнорук отправляются выручать пленницу. Тем временем приспешники Козерога захватывают Мэгги и Фенолио и доставляют в замок. Козерог узнал о том, что Мэгги тоже обладает даром волшебного чтеца, и Мо ему не нужен. Угрожая лишить жизни мать, Козерог заставляет Мэгги вызвать из «Чернильного сердца» страшного монстра Тень, который убьёт её и автора книги. В ночь перед церемонией писатель пытается написать новый текст для книги, но вдохновение покинуло его.
Мо и Пыльнорук проникают в замок. Они пытаются помочь Мэгги, но силы не равны. Мэгги начинает читать и вызывает гигантскую Тень. Тогда писатель кричит Мэгги, чтобы она сама придумала на ходу историю, написала и прочитала прямо со своей руки. Девочка начинает читать новый сюжет, по которому Тень убивает Козерога, рассеивает его армию и все его чары. Пленники оказываются на свободе, Мэгги обретает мать и сочиняет текст, благодаря которому Пыльнорук возвращается в книгу, ведь его там ждёт возлюбленная Роксана.

## В ролях
- Роджер Аллам — рассказчик
- Брендан Фрэйзер — Мортимер Фолхарт
- Сиенна Гиллори — Тереза
- Элиза Беннетт — Мэгги Фолхарт
- Пол Беттани — Пыльнорук
- Джим Бродбент — Фенолио
- Хелен Миррен — Элинор Лоредан
- Рафи Гаврон — Фарид из «Тысячи и одной ночи»
- Джесси Кейв — Водная Нимфа
- Дженнифер Коннелли — Роксана
- Энди Серкис — Козерог
- Тереза Србова — Рапунцель